# トゥラシー・ギリ

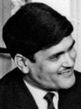
トゥラシー・ギリ

トゥラシー･ギリ（ネパール語；तुल्सी गिरी, Tulasi Giri, 1926年9月26日 - 2018年12月18日）は、ネパールの保守政治家。トゥルシー･ギリ（Tulsi Giri）とも呼ばれる。王党派。王国時代に首相を3度務める。
任期は次のとおり。
1. 1960年 - 1963年
2. 1964年 - 1965年
3. 1975年 - 1977年

## 生涯
はじめ、ネパール会議派に属し、ビシュエシュワル・プラサード・コイララ首相の側近だったが、マヘンドラ国王から一本釣りに会い、その側近となる。国王にクーデターを進言。
1960年、マヘンドラ国王のクーデター成功後、ビシュエシュワルに代わって首相任命された。その後、二度にわたり首相となる。
2005年、ギャネンドラ国王が親政（直接統治）に乗り出した際も入閣し、政府のナンバー2として事実上の首相代行とみられたこともある。
晩年は肝臓癌を発症し、長い闘病生活を送った。2018年12月18日にブダニールカンタにある自宅で92歳で死去。